# Tilletia tanzanica
Tilletia tanzanica är en svampart som beskrevs av Vánky 2002. Tilletia tanzanica ingår i släktet Tilletia och familjen Tilletiaceae.   Inga underarter finns listade i Catalogue of Life.